# Копан (департамент)
Копа̀н (на испански: Copán) е един от 18-те департамента на централноамериканската държава Хондурас. Разположен е в западната част на страната. Столицата му е град Санта Роса де Копан. Населението е 382 722 жители (приб. оц. 2015 г.), а общата площ 3203 км².

## Общини
В департаментът има 23 общини, някои от тях са:
1. Сан Николас
2. Сан Педро де Копан
3. Сан Херонимо
4. Сан Хосе
5. Сан Хуан де Опоа
6. Тринидад де Копан